# 成田コージ
成田 コージ（なりた コージ）は、日本の漫画家。佐賀県出身。成田アキラの弟。ムロタニツネ象の甥。

## 作品
- 成田兄弟のエッチ・ツー・Oh（1993年3月、シュベール出版）
- アンコンブラザーズ（1994年8月、シュベール出版）
- 危ない人妻たち（1999年7月、リイド社）

| スタブアイコン | サブスタブ | この項目は、まだ閲覧者の調べものの参照としては役立たない、漫画家・漫画原作者に関連した書きかけの項目です。この項目を加筆・訂正などしてくださる協力者を求めています（P:漫画/PJ:漫画家）。 |